# ديناميكا حرارية حاسوبية
الديناميكا الحرارية الحاسوبية هي استخدام أجهزة الحاسوب لمحاكاة المسائل الديناميكية الحرارية الخاصة بعلوم المواد، ولا سيما المستخدمة في بناء مخططات الطور. توجد العديد من البرامج المفتوحة والتجارية لأداء هذه العمليات. مفهوم التقنية هو تقليل طاقة غيبس الحرة للنظام؛ نجاح هذه الطريقة لا يرجع فقط إلى قياس الخصائص الديناميكية الحرارية بشكل صحيح، مثل تلك الموجودة في قائمة الخصائص الديناميكية الحرارية، ولكن أيضًا بسبب استقراء خصائص التآصل المنتقل للعناصر الكيميائية.